# Bahnstrecke Neuchâtel–Pontarlier
| RABe 527 der TRN in Neuchâtel auf der Fahrt nach Travers–Buttes |                                                                     |                                                   |                                                   |
| Streckennummer (BAV): | 210 (Neuchâtel–Auvernier) 219 (Auvernier–Les Verrières–Grenze CH/F) |                                                   |                                                   |
| Fahrplanfeld: | 221                                                                 |                                                   |                                                   |
| Streckenlänge: | 36,09 km                                                            |                                                   |                                                   |
| Spurweite: | 1435 mm (Normalspur)                                                |                                                   |                                                   |
| Stromsystem: | 15 kV 16,7 Hz ~                                                     |                                                   |                                                   |
| Maximale Neigung: | 25 ‰                                                                |                                                   |                                                   |
| |                                                                     |                                                   |                                                   |
| \| \| \| SBB-Jurasüdfusslinie von Biel und BLS-BN von Bern \| \| \| \| 75,29 \| Neuchâtel Endpunkt R21 \| 479 m ü. M. \| \| \| 73,96 \| Neuchâtel-Vauseyon \| 475 m ü. M. \| \| \| 73,96 \| SBB-JN nach La Chaux-de-Fonds \| SBB-JN nach La Chaux-de-Fonds \| \| \| 72,39 \| Neuchâtel-Serrières \| 476 m ü. M. \| \| \| 70,344,98 \| Auvernier \| 492 m ü. M. \| \| \| \| SBB-Jurasüdfusslinie nach Yverdon-les-Bains \| \| \| \| 8,37 \| Bôle \| 544 m ü. M. \| \| \| 13,65 \| Champ-du-Moulin \| 649 m ü. M. \| \| \| 18,11 \| Noiraigue \| 728 m ü. M. \| \| \| 22,45 \| Travers \| 749 m ü. M. \| \| \| \| TRN-RVT nach Buttes/St-Sulpice R21 \| \| \| \| 26,04 \| Couvet CFF \| 775 m ü. M. \| \| \| 29,47 \| Boveresse \| 835 m ü. M. \| \| \| 35,54 \| Kulminationspunkt \| 938 m ü. M. \| \| \| \| Les Bayards \| \| \| \| 39,36 \| Les Verrières Grenzbahnhof \| 931 m ü. M. \| \| \| 41,07464,84 \| Staatsgrenze CH–F \| 920 m ü. M. \| \| \| \| Eigentumsgrenze SBB–RFF \| \| \| \| \| RFF-Strecke Les Verrières–Frasne \| \| \| \| \| ehemalige Strecke von Vallorbe \| \| \| \| 453,56 \| Pontarlier \| 838 m ü. M. \| \| \| \| ehemalige Strecke nach Gilley \| \| \| \| \| RFF-Strecke nach Frasne \| \| |                                                                     |                                                   |                                                   |
| Strecke |                                                                     | SBB-Jurasüdfusslinie von Biel und BLS-BN von Bern | SBB-Jurasüdfusslinie von Biel und BLS-BN von Bern |
| Bahnhof | 75,29                                                               | Neuchâtel Endpunkt R21                            | 479 m ü. M.                                       |
| Dienststation / Betriebs- oder Güterbahnhof | 73,96                                                               | Neuchâtel-Vauseyon                                | 475 m ü. M.                                       |
| Abzweig geradeaus und nach rechts | 73,96                                                               | SBB-JN nach La Chaux-de-Fonds                     | SBB-JN nach La Chaux-de-Fonds                     |
| Bahnhof | 72,39                                                               | Neuchâtel-Serrières                               | 476 m ü. M.                                       |
| Bahnhof | 70,344,98                                                           | Auvernier                                         | 492 m ü. M.                                       |
| Abzweig geradeaus und nach links |                                                                     | SBB-Jurasüdfusslinie nach Yverdon-les-Bains       | SBB-Jurasüdfusslinie nach Yverdon-les-Bains       |
| Haltepunkt / Haltestelle | 8,37                                                                | Bôle                                              | 544 m ü. M.                                       |
| Bahnhof | 13,65                                                               | Champ-du-Moulin                                   | 649 m ü. M.                                       |
| Bahnhof | 18,11                                                               | Noiraigue                                         | 728 m ü. M.                                       |
| Bahnhof | 22,45                                                               | Travers                                           | 749 m ü. M.                                       |
| Abzweig geradeaus und nach links |                                                                     | TRN-RVT nach Buttes/St-Sulpice R21                | TRN-RVT nach Buttes/St-Sulpice R21                |
| ehemaliger Bahnhof | 26,04                                                               | Couvet CFF                                        | 775 m ü. M.                                       |
| ehemaliger Haltepunkt / Haltestelle | 29,47                                                               | Boveresse                                         | 835 m ü. M.                                       |
| Kulminations-/Scheitelpunkt | 35,54                                                               | Kulminationspunkt                                 | 938 m ü. M.                                       |
| ehemaliger Haltepunkt / Haltestelle |                                                                     | Les Bayards                                       | Les Bayards                                       |
| Dienststation / Betriebs- oder Güterbahnhof | 39,36                                                               | Les Verrières Grenzbahnhof                        | 931 m ü. M.                                       |
| Grenze | 41,07464,84                                                         | Staatsgrenze CH–F                                 | 920 m ü. M.                                       |
| |                                                                     | Eigentumsgrenze SBB–RFF                           |                                                   |
| |                                                                     | RFF-Strecke Les Verrières–Frasne                  |                                                   |
| |                                                                     | ehemalige Strecke von Vallorbe                    |                                                   |
| | 453,56                                                              | Pontarlier                                        | 838 m ü. M.                                       |
| |                                                                     | ehemalige Strecke nach Gilley                     |                                                   |
| |                                                                     | RFF-Strecke nach Frasne                           |                                                   |

Die Bahnstrecke Neuchâtel–Pontarlier, auch als Val-de-Travers-Linie oder Franco-Suisse-Linie bezeichnet, ist eine eingleisige normalspurige Eisenbahnstrecke der Schweizerischen Bundesbahnen (SBB) und des staatlichen französischen Schieneninfrastrukturunternehmens SNCF Réseau.

## Geschichte

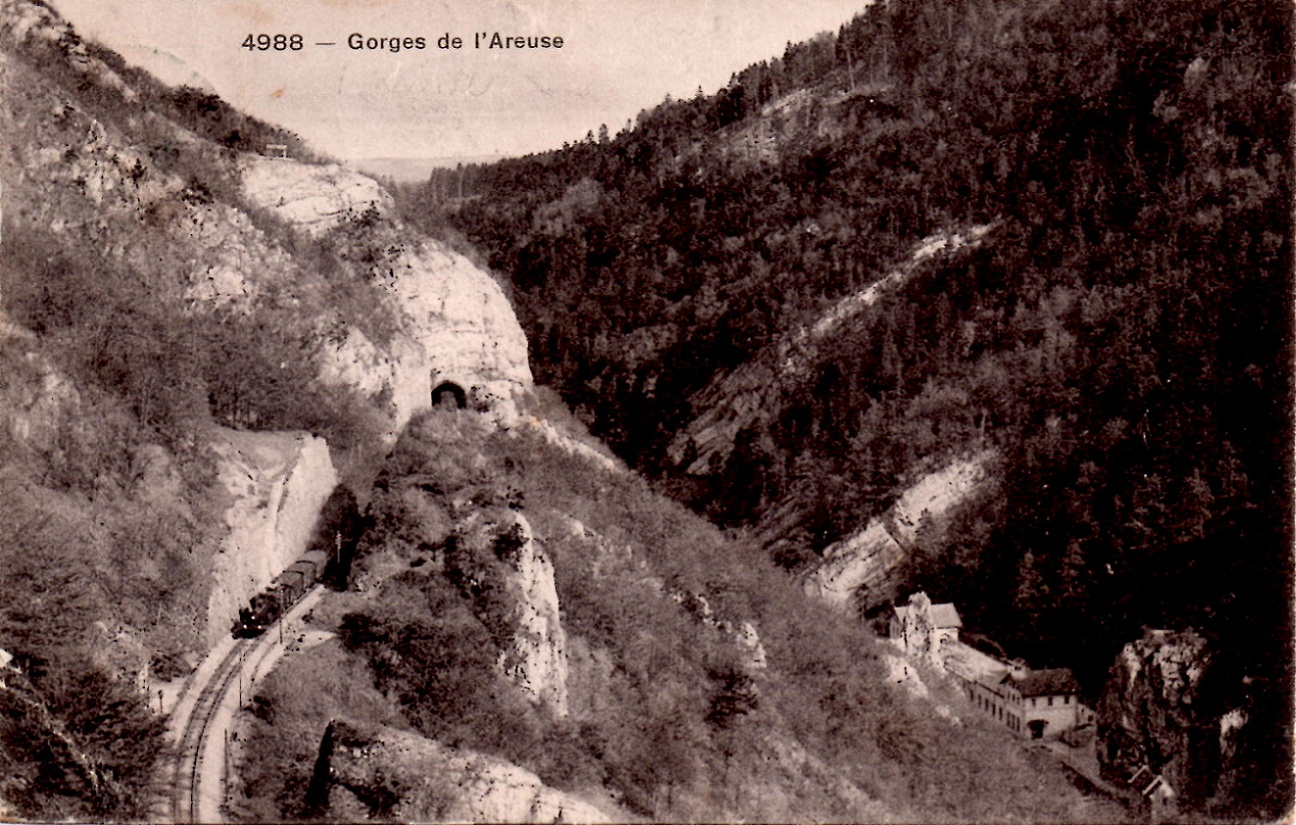
Dampfzug in der Areuse-Schlucht zwischen Bôle und Champ-du-Moulin

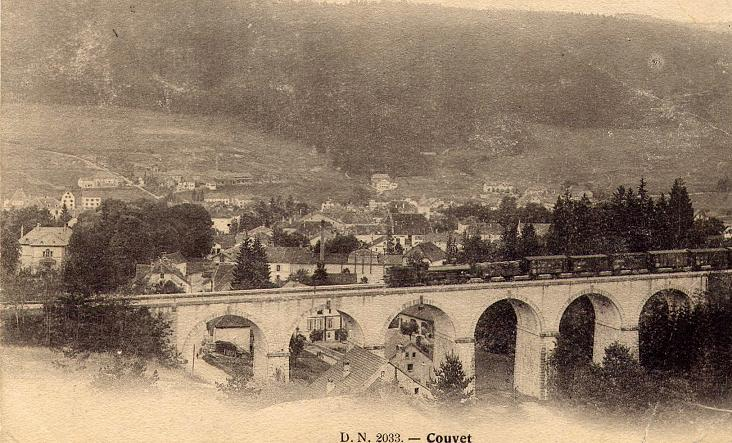
Dampfzug auf dem Viadukt von Couvet

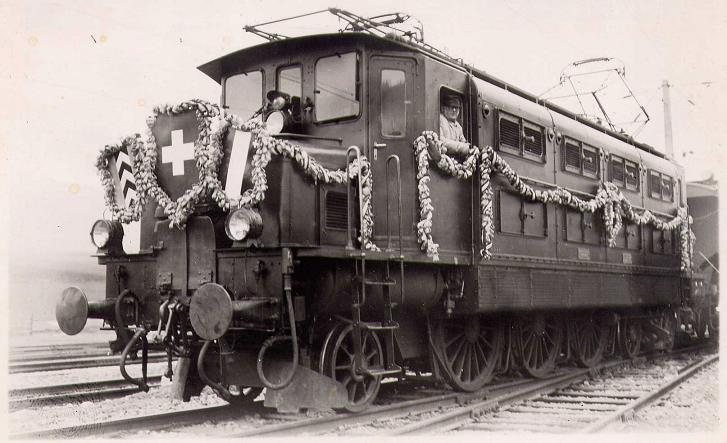
Lokomotive Ae 3/6 I 10693 anlässlich der Eröffnung des elektrischen Betriebs zwischen Neuchâtel und Les Verrières

Die Strecke Auvernier–Pontarlier wurde am 25. Juli 1860 in Betrieb genommen. Noch während des Baus kam es zu Streitigkeiten, wo der Bahnhof Neuchâtel liegen sollte. Ein bereits gebautes Teilstück wurde aufgegeben und für die Strecke Neuchâtel–La Chaux-de-Fonds verwendet. Die Strecke bis zum Grenzbahnhof Les Verrières gehörte der schweizerischen Compagnie Franco-Suisse (FS), das Teilstück von Les Verrières bis Pontarlier der französischen Paris-Lyon-Mittelmeer-Bahn (PLM). Der Abschnitt bis Auvernier wurde als Teil der Strecke Neuchâtel–Vaumarcus von der Franco-Suisse bereits am 7. November 1859 eröffnet. Zunächst war die PLM für den Betrieb der ganzen Strecke zuständig.
Der Grenzort Les Verrières erlangte durch den Übertritt der aufgeriebenen Bourbaki-Armee im Deutsch-Französischen Krieg 1871 Bekanntheit. Beim Abtransport der internierten Truppenverbände ereignete sich am 22. März 1871 ein schwerer Eisenbahnunfall bei Colombier.
Das schweizerische Teilstück gelangte durch Fusion am 1. Januar 1872 zur Suisse-Occidentale (SO), am 28. Juni 1881 zur Suisse-Occidentale–Simplon (SOS) und am 1. Januar 1890 zur Jura–Simplon (JS). Durch die Verstaatlichung der JS gelangte der Schweizer Teil der Strecke am 1. Mai 1903 zu den Schweizerischen Bundesbahnen (SBB), die seit dem 22. November 1942 die Strecke elektrisch mit 15'000 V 16,7 Hz betreiben. In Les Verrières übernahmen vorläufig Dampflokomotiven der französischen Eisenbahngesellschaft Société nationale des chemins de fer français (SNCF) die Züge.
Die PLM als Besitzerin des französischen Streckenabschnitts wurde am 1. Januar 1938 verstaatlicht und in die SNCF integriert. Zur Beschleunigung der Elektrifizierung von Les Verrières über Pontarlier nach Dole erhielt die SNCF finanzielle Unterstützung durch die Schweiz. Der Abschnitt von Les Verrières nach Pontarlier ist seit dem 3. Juni 1956 mit dem Schweizer Stromsystem 15'000 V 16,7 Hz ausgerüstet, damit die Schweizer Triebfahrzeuge wieder bis nach Pontarlier durchfahren können. Auf der Strecke von Pontarlier nach Dole wurde am 25. April 1958 der elektrische Betrieb mit 25'000 V 50 Hz aufgenommen.

## Streckenbeschreibung

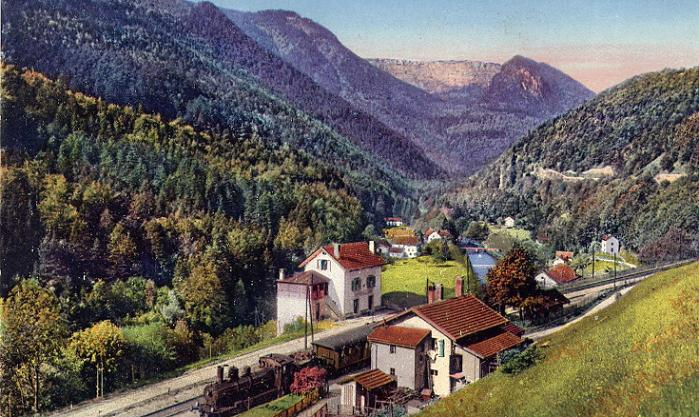
Bahnhof Champ-du-Moulin mit Creux du Van im Hintergrund, um 1930

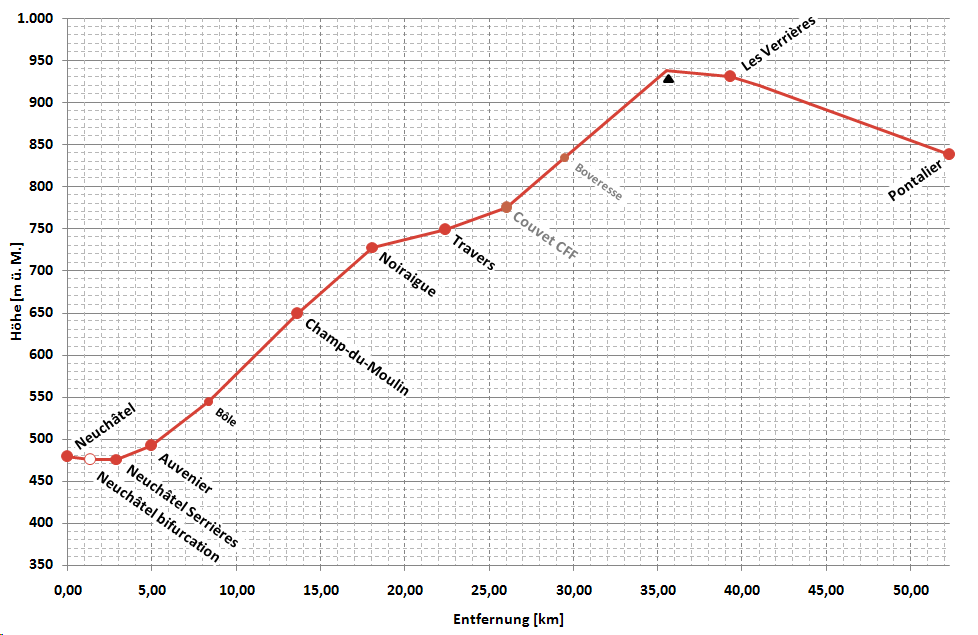
Höhenprofil der Strecke Neuchâtel–Pontarlier

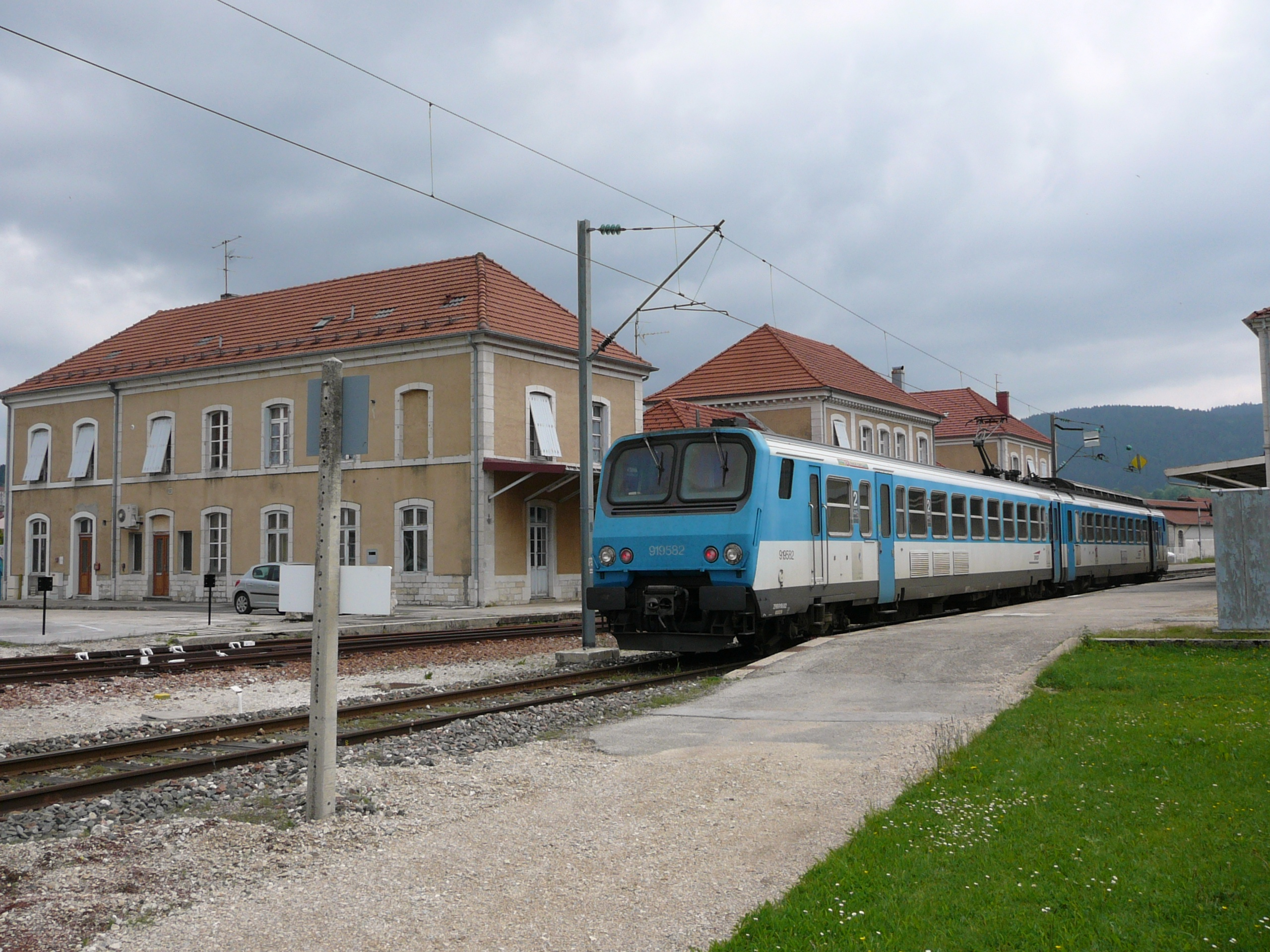
Bahnhof Pontarlier mit Triebwagen Z2 des TER Franche-Comté

Bis nach Auvernier benutzen die ins Val de Travers fahrenden Züge die Jurasüdfusslinie nach Yverdon. Danach führt die Linie durch die Weinberge hinauf nach Bôle und bietet eine gute Aussicht auf den Neuenburgersee. Es geht weiter bergauf in die Areuse-Schlucht, wo die Strecke zwischen Felsen hindurch und über zahlreiche Brücken führt. Im Bahnhof Champ-du-Moulin, wo man den berühmten Felsenkessel Creux du Van erblicken kann, kreuzen sich jeweils die Regionalzüge. Über Noiraigue führt die Linie weiter nach Travers, wo die meisten Züge auf der Strecke des TRN nach Buttes weiterfahren. Die Linie nach Pontarlier steigt weiter an, vorbei an den ehemaligen Haltepunkten Couvet CFF, Boveresse und Les Bayards. In Les Verrières fahren alle Personenzüge durch; der Grenzbahnhof dient nur noch dem Güterverkehr. Nach Pontarlier hinunter fahren die Züge bereits auf französischem Boden, aber noch mit Schweizer Stromsystem. Pontarlier ist Systemwechselbahnhof, wo das Schweizer Bahnstromsystem  mit 15'000 V 16,7 Hz und das französische mit 25'000 V 50 Hz aufeinanderstossen.

## Betrieb
Drei RegioExpress-Verbindungen Neuchâtel–Frasne mit Halt in Travers und Pontarlier vermitteln in Frasne Anschluss an die TGV-Lyria-Züge Lausanne–Dijon–Paris Gare de Lyon. Es verkehren frankreichtaugliche RABe 522 Flirt France des SBB-Regionalverkehrs.
Auf dem Streckenabschnitt Neuchâtel–Travers verkehrt in Zusammenarbeit mit den Transports Régionaux Neuchâtelois (TRN) stündlich ein Regio, um auf der Régional du Val-de-Travers-Strecke weiter nach Fleurier und Buttes zu fahren. Während der Stosszeiten verkehren zusätzliche Kurse. Zum Einsatz kommen RABe 527 der TRN und Domino-Züge der SBB.
Der Abschnitt Les Verrières–Pontarlier ist die einzige mit 15'000 V 16,7 Hz elektrifizierte Strecke des französischen Infrastrukturbetreibers RFF und wird darum für Probefahrten mit französischen Mehrsystemfahrzeugen benutzt. So wurden hier der damals neue Vierstrom-Hochgeschwindigkeitszug Thalys und eine Variante der Elektrolokomotiven Prima unter 16,7 Hz getestet.